# Аппаково (Ульяновская область)
Аппаково (чув. Чăваш Аппакĕ )— село в Мелекесском районе Ульяновской области России. Входит в состав Старосахчинского сельского поселения.

## География
Село находится в восточной части Левобережья, в лесостепной зоне, в пределах Низкого Заволжья, на берегах реки Путак, на расстоянии примерно 37 километров (по прямой) к северо-востоку от города Димитровграда, административного центра района. Абсолютная высота — 105 метров над уровнем моря.
Климат
Климат характеризуется как умеренно континентальный, с тёплым летом и умеренно холодной зимой. Средняя температура воздуха самого тёплого месяца (июля) — 20 °C (абсолютный максимум — 39 °C); самого холодного (января) — −13,8 °C (абсолютный минимум — −47 °C). Продолжительность безморозного периода составляет в среднем 131 день. Среднегодовое количество атмосферных осадков составляет 406 мм. Снежный покров образуется в конце ноября и держится в течение 145 дней.
Часовой пояс
Село Аппаково, как и вся Ульяновская область, находится в часовой зоне МСК+1. Смещение применяемого времени относительно UTC составляет +4:00.

## История
Известна с 1710 года. Когда то чувашское и татарское население жило в одном населённом пункте, но затем разъединились, а название оставили, добавив приставку Чувашское Аппаково (Аппаково - соседнее татарское село).  

## Название
Наименование поселения происходит от чувашской фамилии Аппаков, а оно от чувашского Аппа — мать, старшая сестра, тётя. Так как в отличие от татарского языка имеет геминацию в виде двух букв П, где в татарском и других тюркских языках одно П. От него передалось название и соседнему Аппаково, по местной легенде сначало было одно единое село, но после переселения нескольких татар, они начали чувашам вести проповеди мусульманства, открыли мектеп в частном доме, некоторые чуваши приняли ислам и оттатарились ассимилировавшись с татарским населением. После этого жители разделились на двое.

## Население
| 1859 | 1889 | 1897 | 1910  | 2010 |
| ---- | ---- | ---- | ----- | ---- |
| 618  | ↗726 | ↗862 | ↗1079 | ↘221 |

Национальный состав
Согласно результатам переписи 2002 года, в национальной структуре населения чуваши составляли 97 % из 272 чел.

## Достопримечательности
- Селище «Чувашское Аппаково-1», I четв. II тыс.;
- Селище «Чувашское Аппаково-2», X-XIII в. н. э.;
- Городище «Чувашское Аппаково», I четв. II тыс.[10]
- Храм Рождества Христова с. Аппаково[11]